# Eyraud (Fluss)
Der Eyraud ist ein Fluss in Frankreich, der im Département Dordogne in der Region Nouvelle-Aquitaine verläuft. Er entspringt   im nördlichen Gemeindegebiet von Eyraud-Crempse-Maurens, hart an der Grenze zur Nachbargemeinde Beleymas, entwässert generell in südwestlicher Richtung und mündet nach rund 21 Kilometern im Gemeindegebiet von Saint-Pierre-d’Eyraud als rechter Nebenfluss in die Dordogne.

## Orte am Fluss
(Reihenfolge in Fließrichtung)
- La Plante, Gemeinde Eyraud-Crempse-Maurens
- Saint-Jean-d’Eyraud, Gemeinde Eyraud-Crempse-Maurens
- Laveyssière, Gemeinde Eyraud-Crempse-Maurens
- Lunas
- La Fargue Basse, Gemeinde Saint-Georges-Blancaneix
- La Force
- Bourg d’Abren, Gemeinde Saint-Pierre-d’Eyraud
- Haut Maduran, Gemeinde Saint-Pierre-d’Eyraud